# Damita Jo (album)
Damita Jo is het achtste album van de Amerikaanse zangeres Janet Jackson. Het album is uitgebracht door Virgin Records op 30 maart 2004.

## Tracklisting
1. 'Lookin' For Love' (Dumont, Haeri, Hetier, Jackson, Ritz) – 1:29
2. 'Damita Jo' (Jackson, Harris, Lewis, Avila, Avila) – 2:45
3. 'Sexhibition' 1 (Jackson, Austin, Andrews) – 2:29
4. 'Strawberry Bounce' (Jackson, West, Harris, Lewis, Tolbert, Carter, Irving, Atkins, Mays) – 3:10
5. 'My Baby' (featuring Kanye West) (West, Garrett, Jackson, Portee) – 4:17
6. 'The Islands' (Jackson, Harris, Lewis) – 0:39
7. 'Spending Time With You' (Jackson, Harris, Lewis, Avila, Avila) – 4:14
8. 'Magic Hour' (Jackson, Harris, Lewis) – 0:23
9. 'Island Life' (Jackson, Storch, Dennis) – 3:53
10. 'All Nite (Don't Stop)' (Jackson, Harris, Lewis, Tolbert, Bagge, Birgisson, Hancock, Jackson, Ragin) – 3:26
11. 'R&B Junkie' (Jackson, Harris, Lewis, Tolbert, Jones, Trevisick) – 3:10
12. 'I Want You' (Lilly, West, Bacharach, David, Stephens) – 4:12
13. 'Like You Don't Love Me' (Jackson, Harris, Lewis, Avila, Avila) – 3:39
14. 'Thinkin' Bout My Ex' (White, Babyface, Cramer) – 4:33
15. 'Warmth' 2 (Jackson, Harris, Lewis) – 3:44
16. 'Moist' 2 (Jackson, Harris, Lewis) – 4:54
17. 'It All Comes Down To Love' (Jackson, Harris, Lewis) – 0:38
18. 'Truly' (Jackson, Harris, Lewis) – 3:58
19. 'The One' (Jackson, Harris, Lewis, Ritz) – 1:01
20. 'Slolove' (Jackson, Poole, Danvers, Bagge, Birgisson) – 3:44
21. 'Country' (Jackson, Harris, Lewis) – 0:30
22. 'Just a Little While' (Jackson, Austin) – 4:13

1 Hernoemd als "Exhibition" op de gewone versie.
2 Staat niet op de gewone versie.